# Hypobathrum coniferum
Hypobathrum coniferum är en måreväxtart som först beskrevs av Henry Nicholas Ridley, och fick sitt nu gällande namn av Ruth Kiew. Hypobathrum coniferum ingår i släktet Hypobathrum och familjen måreväxter. Inga underarter finns listade i Catalogue of Life.